# 1020

## Esdeveniments

### Països Catalans
- Barcelona: la ciutat encunya la seva pròpia moneda. Amb els seus tallers, esdevindrà la capital de l'or europea de l'època.

### Món
- Anglaterra: el rei Canut codifica les lleis.
- Península Itàlica: l'emperador Enric II inicia la seva tercera campanya militar a Itàlia contra l'Imperi Romà d'Orient.

## Naixements
- Guillem I de Borgonya, comte de Borgonya i de Mâcon. (m.1087)

## Necrològiques

### Països Catalans
- Provença: Bernat Tallaferro, comte de Besalú (n.c.970)

### Món
- Leif Eriksson, explorador viking (data aproximada). (n.c.970)